# Joseph Löhner
Joseph Löhner, ab 1836 Edler von Löhner (* 19. April 1767 in Jungwoschitz, Böhmen; † 17. Mai 1837 in Rostok) war ein böhmischer Jurist und Landwirt.

## Leben und Wirken
Löhner entstammte einer steirischen Exulantenfamilie, die während des Dreißigjährigen Krieges in Böhmen ansässig wurde und dort später zum Katholizismus konvertiert war. Der Sohn des Salzhändlers Anton Löhner und seiner Frau Elisabeth wurde im Stift Tepl erzogen und besuchte danach das Píseker Gymnasium. Von 1782 bis 1787 studierte Löhner an der Prager Karl-Ferdinands-Universität u. a. Rechtswissenschaften. Anschließend entschied sich Löhner für ein Lehramt. Er unterrichtete zunächst am Gymnasium in Leitmeritz und wechselte später an das in der Prager Altstadt. Am 28. Dezember 1798 wurde er zum Dr. jur. promoviert. Nachdem Löhner genau ein Jahr später in Prag die böhmische Landesadvokatur erhalten hatte, gab er seine Lehrtätigkeit auf. Im Jahre 1801 ließ er in Prag eine Rumfordsche Suppenanstalt errichten und gründete wenig später einen Verein zur Unterstützung der Hausarmen. 1802 heiratete er Franziska Mader. Im Jahre 1803 kaufte Löhner gemeinschaftlich mit seinem Schwiegervater Josef Mader von den Fürsten von Liechtenstein das Fideikommissgut Rostok mit Lichtendorf. Vier Jahre später kaufte er Mader auch die andere Hälfte des Gutes ab. Löhner verkaufte im selben Jahre den Hof Auholičky an den Prager Bürger Martin Nowak und 1810 den Hof Hoschtitz (Hoštice) an den Besitzer der Herrschaft Pakoměřitz (Pakoměřice), Friedrich Graf von Nostitz. Seit 1807 besaß Löhner auch das Gut Statenitz.
Im Jahre 1811 reiste Löhner nach Preußen zu Albrecht Daniel Thaer, der ihn auf seinem Rittergut Möglin mit dem Grundsätzen der Agrarwissenschaft, insbesondere der Schafzucht und Wollproduktion vertraut machte. Auf seinem Gut Rostok verbesserte Löhner danach die Landwirtschaft durch Anwendung wissenschaftlicher Methoden und Maschinen; den Feldbau betrieb er wegen des Mangels an Weideland zur Bereitstellung der erforderlichen Futtermittel anteilig in Wechsel- bzw. Koppelwirtschaft. Außerdem gestaltete er Ödland und Berglehnen zu Wald und Gärten um. Während der frühere Weinbau kaum noch eine Rolle spielte, erlangte der Obstbau unter Löhner große Bedeutung. Zugleich machte sich Löhner um die Verbreitung der agrarwissenschaftlichen Grundsätze Albrecht Daniel Thaers in Böhmen verdient. Im Jahre 1813 wurde er zum wirklichen Mitglied der k. k. patriotisch-ökonomischen Gesellschaft des Königreichs Böhmen ernannt.
1821 verkaufte Löhner das Gut Statenitz an Barbara Gräfin Khüenburg und tauschte in diesem Zuge das Dorf und den Hof Lichtendorf gegen die näher an Rostok gelegenen Dörfer Husinetz, Řež und Žalow mit Hradetz ein. 1828 gründete Löhner den Schafzüchterverein für Böhmen und übernahm dessen Vorsitz. Zugleich war er Redakteur der vom Schafzüchterverein herausgegebenen Schrift „Verhandlungen“. Mit seinen Publikationen zur Schafzucht wurde Löhner über die Grenzen der k.k. Monarchie hinaus bekannt. Löhner war Mitglied der mährisch-schlesischen Ackerbaugesellschaft, der k.k. Landwirtschafts-Gesellschaft zu Wien, der Königlich-Kurfürstlichen Landwirtschaftsgesellschaft zu Potsdam, der Gesellschaft des vaterländischen Museums in Böhmen sowie korrespondierendes Mitglied der Oberlausitzischen Gesellschaft der Wissenschaften.
Am 17. September 1836 wurde er für seine Verdienste in den erbländischen Adelstand erhoben. Löhner verstarb am 17. Mai 1837 an den Folgen eines Schlaganfalls.
Das Gut Rostok wurde Anfang 1839 seinem einzigen Sohn Ludwig Edler von Löhner überschrieben. Dieser verkaufte es am 30. Jänner 1839 an den Prager Bürger Joseph Leder und dessen Frau Anna, geborene Geřabek.
Joseph von Löhner war der Großvater von Hermann von Löhner.

## Publikationen
- Beytrag zur Verbreitung der Kenntniss der Wechselwirthschaft und ihrer Unwendbarkeit in Böhmen, Privatverein zur Unterstützung der Prager Hausarmen, Prag 1813
- Fragmente über Schafzucht, Wollhandel und Wollmärkte in Böhmen J.G. Calve’sche Buchhandlung, Prag 1828
- Anleitung zur Schafzucht und Wollkunde für angehende Schafzüchter und Wirtschaftsbeamte J.G. Calve’sche Buchhandlung, Prag 1835